# Amtsgericht Schwiebus
Das Amtsgericht Schwiebus war ein preußisches Amtsgericht mit Sitz in Schwiebus, Provinz Brandenburg.

## Geschichte
Ab 1849 war das königliche Kreisgericht Züllichau das zuständige Gericht. In Schwiebus war eine Zweigstelle (Gerichtskommission) eingerichtet. Übergeordnet war das Appellationsgericht Frankfurt a. d. Oder als Appellationsgericht. Im Rahmen der Reichsjustizgesetze wurden diese Gerichte aufgehoben und reichsweit einheitlich Oberlandes-, Land- und Amtsgerichte gebildet. Das königlich preußische Amtsgericht Schwiebus wurde mit Wirkung zum 1. Oktober 1879 als eines von zehn Amtsgerichten im Bezirk des Landgerichtes Guben im Bezirk des Kammergerichtes gebildet. Der Sitz des Gerichts war die Stadt Schwiebus.
Sein Gerichtsbezirk umfasste
- aus dem Landkreis Crossen den Amtsbezirk Topper
- aus dem Landkreis Züllichau-Schwiebus die Stadtbezirke Liebenau und Schwiebus und die Amtsbezirke Mötschen, Neuhöfchen, Oggerschütz, Rinnershof, See-Läsgen, Starpel, Stentsch und Wilkau sowie die Gemeindebezirke und Gutsbezirke Jehker und Merzdorf und den Gutsbezirk Burglehn-Schwiebus aus dem Amtsbezirk Kutschkau und den Gemeindebezirk Ulbersdorf aus dem Amtsbezirk Schönfeld.[1]

Am Gericht bestanden 1880 zwei Richterstellen. Das Amtsgericht war damit ein kleines Amtsgericht im Landgerichtsbezirk.
Nach dem Zweiten Weltkrieg wurde der Gerichtsbezirk des Amtsgerichtes Schwiebus unter polnische Verwaltung gestellt. Damit endete die Geschichte des Amtsgerichtes Schwiebus.